# Олимпийский комитет Таиланда
Олимпийский комитет Таиланда (тайск. คณะกรรมการโอลิมปิกแห่งประเทศไทย) — организация, представляющая Таиланд в международном олимпийском движении. Основан в 1948 году; зарегистрирован в МОК в 1950 году.
Штаб-квартира расположена в Бангкоке. Является членом Международного олимпийского комитета, Олимпийского совета Азии и других международных спортивных организаций. Осуществляет деятельность по развитию спорта в Таиланде.